# Marcellusstormfloden 1219
Marcellusstormfloden 1219 (tyska: Erste Marcellusflut) var en stormflod somdrabbade Nordsjökusten den 16 januari 1219 (Helige Marcellus dag). Uppskattningsvis omkom 36 000 personer i samband med stormfloden. Särskilt drabbat blev Friesland i nuvarande Nederländerna och Schleswig-Holstein i nuvarande Tyskland. I samband med denna naturkatastrof bildades den nederländska havsviken Zuiderzee, nuvarande IJsselmeer. Den tyska havsviken Jadebusen som hade bildats i samband med stormfloden Julianenflut 1164 blev genom Marcellusflut något större.